# 아웃핏 매칭

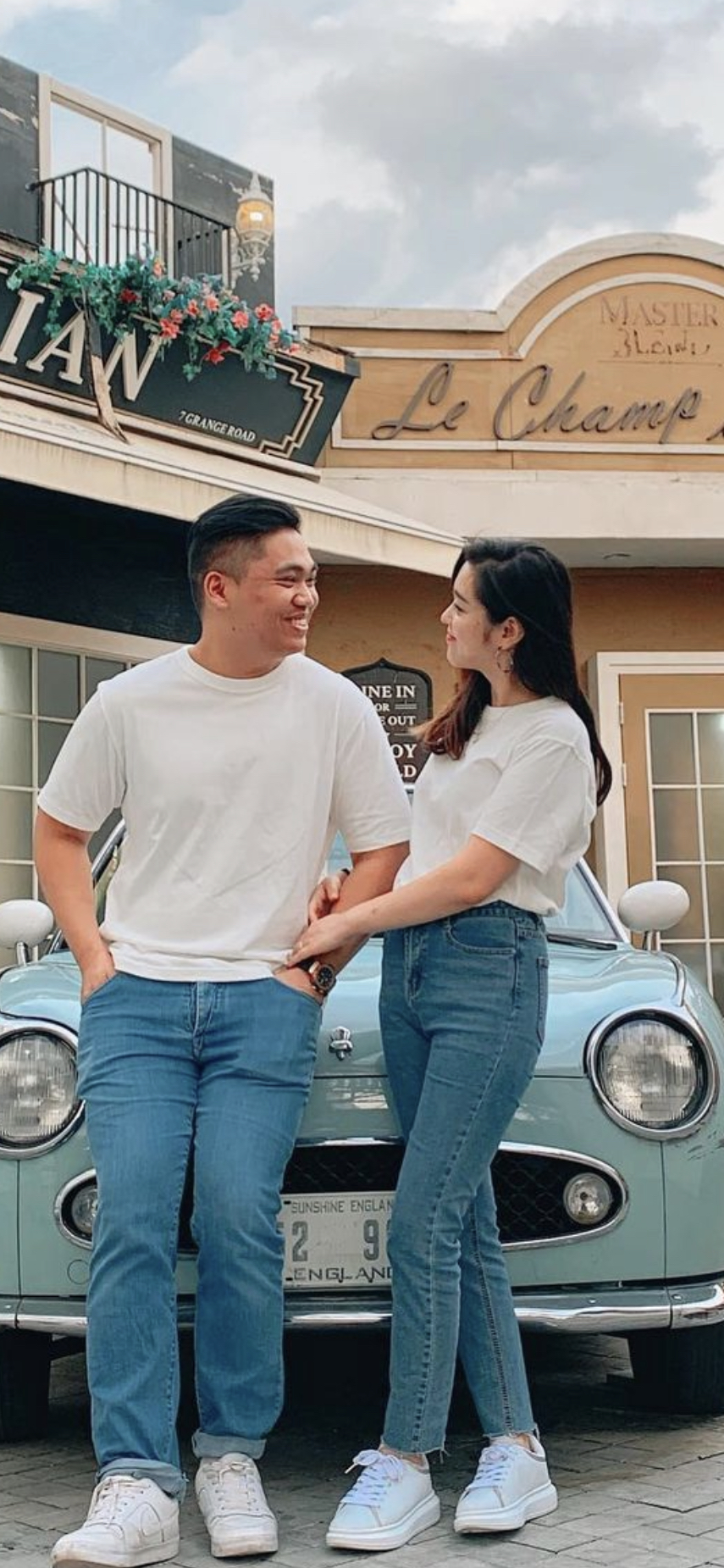

아웃핏 매칭(영어: outfit matching)은 커플, 가족, 무리, 단체가 같거나 혹은 패턴이 유사한 옷을 맞춰 입는 것을 말한다. 특히, 그중에서도 '커플룩'이 가장 유명하다.

## 같이 보기
- 인상 관리